# Diecéze Ambatondrazaka
Diecéze Ambatondrazaka je římskokatolická diecéze nacházející se na Madagaskaru.

## Území
Zahrnuje území severovýchodní části Madagaskaru.
Biskupským sídlem je město Ambatondrazaka, kde se nachází hlavní chrám, katedrála Nejsvětější Trojice.

## Historie
Diecéze byla zřízena 21. května 1959 Sublimis atque fecunda papeže Jana XXIII. z části území arcidiecéze Diégo-Suarez a arcidiecéze Tananarive. Stala se sufragánou arcidiecéze Tanarive.
Dne 13. května 2006 byla část území včleněna do diecéze Moramanga a 26. února 2010 vstoupila do církevní provincie arcidiecéze Toamasina.

## Seznam biskupů
- Francesco Vòllaro, O.SS.T. (1959–1993)
- Antonio Scopelliti, O.SS.T. (1993–2015)
- Jean de Dieu Raoelison (2015–2023)
- Orthasie Marcellin Herivonjilalaina (od 2024)